# Steve Missillier
Steve Missillier (n. 12 decembrie 1984, Annecy, Franța) este un schior alpin ce a reprezentat Franța, medaliat olimpic. A participat la 2 ediții ale Jocurilor Olimpice (2010, 2014) în care a câștigat o medalie de argint.